# Ma-19
La Ma-19, autopista de Llevant o autopista de Llucmajor és una carretera de l'illa de Mallorca que comunica Palma amb el Migjorn de Mallorca.
La carretera parteix de Palma i comunica la ciutat amb l'aeroport, la platja de Palma, Llucmajor, Campos, Santanyí i Portopetro. Part d'aquesta carretera està desdoblada com a autopista de 4 carrils, aquesta autopista parteix de l'enllaç amb la Ma-20 i s'acaba passat Llucmajor. Està previst desdoblar la carretera fins a Campos. És una de les principals vies de comunicació de l'illa i té un recorregut d'uns 50 quilòmetres.